# Radko Dimitriev
Radko Dimitriev (in bulgaro Радко Димитриев?; Gradec, 24 settembre 1859 – Pjatigorsk, 18 ottobre 1918) è stato un generale bulgaro, capo di stato maggiore dell'esercito bulgaro dal 1º gennaio 1904 al 28 marzo 1907, poi fu generale dell'esercito russo durante la prima guerra mondiale (1914-1918).

## Biografia

### Gli inizi della carriera militare
Radko Dimitriev nacque nell'impero ottomano, nel villaggio di Gradec (oggi nel comune di Sliven), ma fu cresciuto dalla nonna a Kotel. Studiò nel ginnasio Aprilov di Gabrovo; partecipò all'organizzazione della rivolta d'aprile (1876), gruppo di patrioti che aspirava all'indipendenza della Bulgaria. Durante la guerra russo-turca (1877-1878) fu un traduttore della 2ª divisione della Guardia dell'esercito russo. Nel 1879 si diplomò alla Scuola Militare di Sofia, capitale del neonato stato bulgaro, nel 1881 Dimitriev fu promosso a tenente e nel 1884 divenne capitano dopo la laurea conseguita all'Accademia di San Pietroburgo. Nel 1885 prese parte alla guerra serbo-bulgara, era uno dei comandanti del Corpo Occidentale, combatté le vittoriose battaglie di Slivnica (17-19 novembre) e di Pirot (26-27 novembre).

### L'esilio e il ritorno

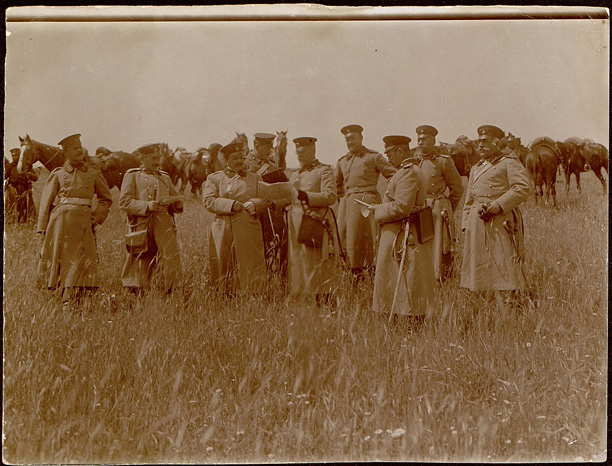
Radko Dimitriev insieme a Konstantin Žostov nel 1912 a Çatalca.

Nel 1886 Dimitriev tramò insieme agli altri ufficiali filo-russi per un complotto il cui scopo era rapire il principe Alessandro I (1879-1886) e di forzarne la sua abdicazione; il colpo di stato fu sventato, Dimitriev in quanto colpevole fu esiliato dal primo ministro Stefan Stambolov. Dimitriev emigrò inizialmente in Romania, dove aderì al club degli ufficiali emigrati; poi emigrò in Russia e servì nell'esercito dello zar. Nel 1894 con la caduta del governo di Stambulov si crearono le condizioni per un possibile ritorno di Dimitriev in patria, cosa che avvenne nel 1898, anno in cui fu nominato comandante in seconda della 5ª divisione di fanteria del Danubio. Il 18 maggio 1900 fu promosso colonnello; dal 1904 al 1907 fu Capo di Stato Maggiore dell'esercito bulgaro. Il 2 agosto 1912 fu promosso al grado di tenente generale.
Durante la prima guerra balcanica (1912-1913) Dimitriev fu messo al comando della 3ª armata, con cui sconfisse pesantemente gli ottomani in Tracia nelle battaglie di Kirk Kilisse e di Lule Burgas, le fulminee vittorie si fermarono a Çatalca, dove i bulgari furono sconfitti il 17-18 novembre 1912, fu la prima sconfitta della storia dell'esercito bulgaro, il fatto eliminò la possibilità alle truppe bulgare di prendere la capitale ottomana, Costantinopoli, che era il sogno che covava il re bulgaro Ferdinando I (1887-1918).
Nella seconda guerra balcanica (1913) Dimitriev prese il posto del generale Mihail Savov come vice comandante in capo. Dopo la disastrosa guerra per la Bulgaria, nel 1914 Dimitriev fu inviato come ministro plenipotenziario a San Pietroburgo, alla corte dello zar Nicola II (1894-1917).

### La prima guerra mondiale
Durante la prima guerra mondiale (1914-1918) Radko Dimitriev servì nell'esercito russo come comandante della 3ª armata in Galizia, con cui prese parte il 23 agosto–11 settembre 1914 alla vittoriosa battaglia di Galizia contro gli austro-ungarici. Dal 24 settembre 1914 al 22 marzo 1915 comandò il vittorioso assedio di Przemyśl contro gli austro-ungarici.

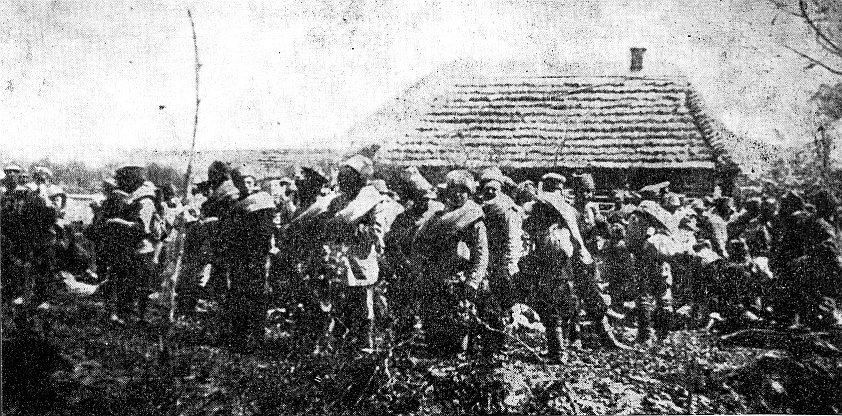
Prigionieri russi dopo l'offensiva di Gorlice-Tarnów.

Nell'Offensiva asburgo-tedesca di Gorlice-Tarnów il ruolo di Dimitriev era quello di mantenere la linea, mentre l'11ª e 12ª armata in Bucovina doveva rinnovare l'offensiva nei Carpazi ed Ungheria. L'errore di Dimitriev fu di non fare preparativi per contrastare l'offensiva tedesca, che dall'aprile 1915 avevano sostituito gli austro-ungarici nella linea di Gorlice; le trincee russe nel suo settore erano grezze e in molte zone non c'era nemmeno la seconda linea di difesa. A Gorlice 5½ divisioni russe (60.000 uomini) di coscritti scarsamente addestrati affrontarono 10 divisioni tedesche dell'11ª armata, comandata da August von Mackensen, che inoltre aveva a disposizione 700 cannoni tra cui molti di grosso calibro, mentre i russi potevano contare di solo 140 cannoni leggeri. Il bombardamento senza tregua che aprì l'offensiva di Gorlice-Tarnów sfondò la parte anteriore dello schieramento russo, ma il generale Michail Vasil'evič Alekseev, inizialmente di stanza a Stavka, non prese sul serio l'offensiva, in quanto era convinto che fosse un diversivo e il principale attacco tedesco sarebbe stato a nord. Un contrattacco russo fu ordinato da Stavka ed ebbe luogo presso il passo di Dokra il 7 maggio, ma fu un massacro inutile. Di conseguenza, gran parte della 3ª armata fu tagliata fuori, per cui il 10 maggio Dimitriev ordinò la ritirata, ma solo 40.000 su 200.000 raggiunsero il fiume San. Dimitriev nel suo rapporto affermò giustamente che il suo esercito era "esangue", ma fu comunque rimosso dal comando il 2 giugno e sostituito dal generale Leš.

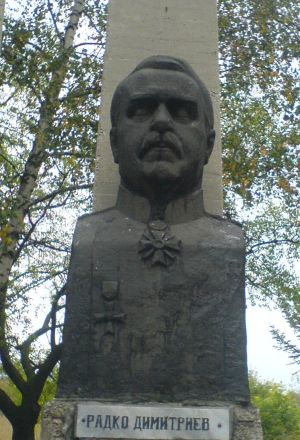
Busto di Radko Dimitriev a Slivnica dedicato alla battaglia lì vinta contro i serbi il 17-19 novembre 1885.

Il 14 ottobre la madrepatria di Dimitriev, entrò in guerra a fianco degli imperi centrali, quindi il generale era in guerra contro la sua patria, anche se non vi combatté mai contro visto che fu mandato in Caucaso, dove però in breve cadde in disgrazia. Comunque alla fine del 1916 fu riconfermato al comando della 12ª armata sul fronte di Riga, ma nell'estate 1917 Alekseev lo sostituì con Ruzskij, in quanto Dimitriev aveva dimostrato debolezza e indulgenza coi comitati dei soldati che erano sorti ovunque dopo la rivoluzione di febbraio (1917). Dimitriev congedato andò con la famiglia nella località turistica di Pjatigorsk nel Caucaso, ma il 18 ottobre 1918 fu fucilato insieme ad altri 100 ufficiali, nell'eccidio perpetrato dalle guardie rosse.